# Tu dis PDI
Tu dis PDI est une pièce de théâtre du dramaturge et metteur en scène Aristide Tarnagda, sur les conditions des personnes déplacées interne (PDI) du Burkina Faso. C'est une fusion de théâtre et de danse dont la chorégraphie a été assurée par Djibril Ouattara. 

## Résumé
La pièce Tu dis PDI, est un ensemble de récits de femmes qui ont vu partir leurs époux, leurs compagnons à cause des attaques terroristes dans le nord et à l'est du Burkina Faso. C'est aussi des bouts d'histoires de femmes qui vivent des situations délicates après avoir fuir leurs villages comme celle d'une femme qui traîne tout seul le corps sans vie de son marie tué par les groupes armés terroristes et qui ne sait qu'en faire. De son côté, Fadila Kaboré, abandonnée par son mari partir pour l'Europe, voit un de ses deux fils mourir et l'autre rejoignant les terroristes. 
Les comédiens de cette pièce sont majoritairement des personnes déplacées interne de Kaya et Tenkodogo, en plus des jeunes du quartier Bougsemtenga (Quartier qui abrite le festival des Récréâtrales),. La pièce aborde donc les thématiques tel que l'insécurité, la migration, la mauvaise gouvernance, etc.

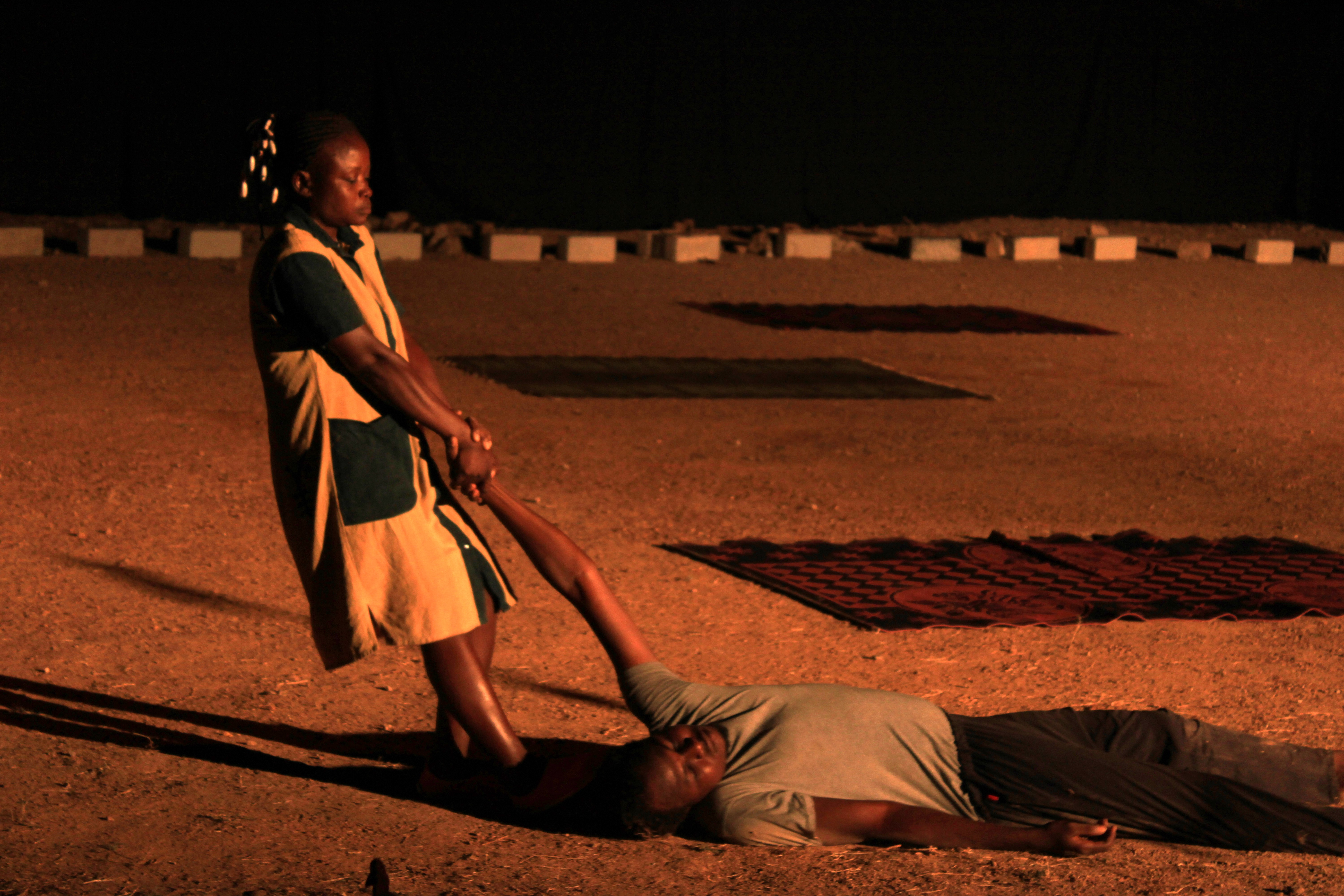
Representation de la pièce de théâtre "Tu dis PDI".

## Contexte
La crise sécuritaire engendrée par les groupes armés terroristes au Burkina Fas depuis 2016 continue de causer de nombreuses pertes en vie humaines et plus d'un million de personnes déplacées internes obligés d'abandonné leurs villages dont en majorité des femmes. Ainsi depuis 2021, les Récréâtrales sous la direction de Aristide Tarnagda mettent en oeuvre le projet Terre ceinte dans le cadre duquel "Tu dis PDI" est créée. Le projet Terre ceinte est un ensemble d'outil culturels et artistiques proposer aux populations touchées par le terrorisme afin de leur apporter de la solidarité. 

## Fiche technique
- Texte et mise en scène : Aristide Tarnagda
- Assistant metteur en scène : Vincent Kaboré
- Chorégraphie : Djibril Ouattara
- Musique : Sydyr
- Son : Fayçal Nikéma
- Lumière : Mohamed Kaberou
- Scénographie et régie plateau : Mohamed Diané et Harold Ilboudo.

## Diffusion
- 2022 : Kaya[6],
- 2022 : 12è édition des Récréâtrales[7],
- 2024 : 13è édition des Récréâtrales[8].

## Production
La pièce est une production des Récréâtrales avec le soutien de Enabel, l'Ambassade du Canada, le ministère des affaires fédéral de l'Allemagne et les Editions Lakalita. 